# トゲベニオオアミ
トゲベニオオアミ(Gnathophausia zoea)は、ロフォガスター目の甲殻類である。北極圏から赤道までの大西洋に広く分布し、太平洋では熱帯地域に限定される。成体は、吻を除くと40から50mm、含めると70mmに達する。